# Papegem (Flandre-Orientale)
Pour les articles homonymes, voir Papegem.
Papegem est un hameau de la commune belge de Lede dans le Denderstreek sur le Molenbeek situé dans la province de Flandre-Orientale en Région flamande.

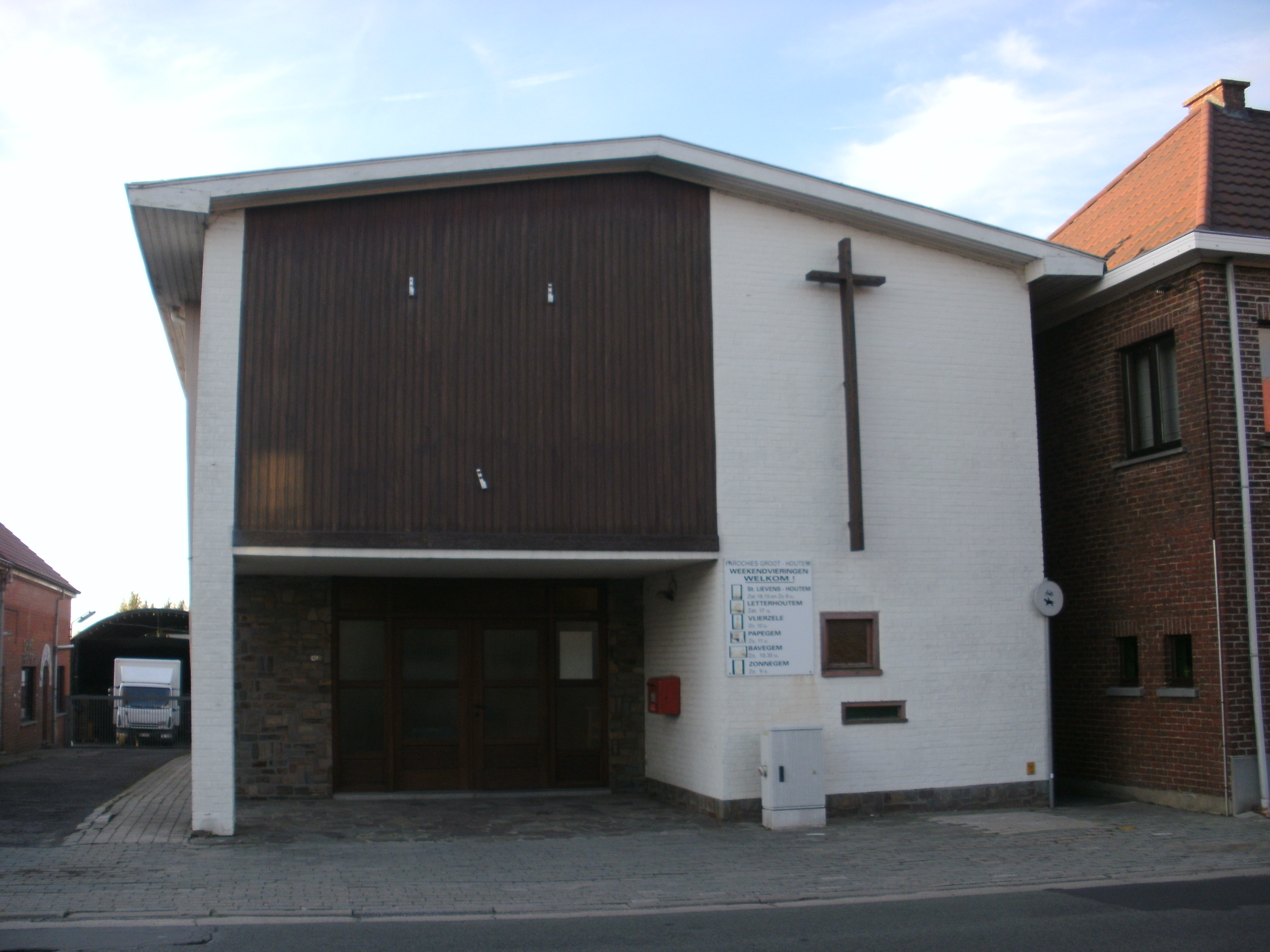
L'église de Papegem
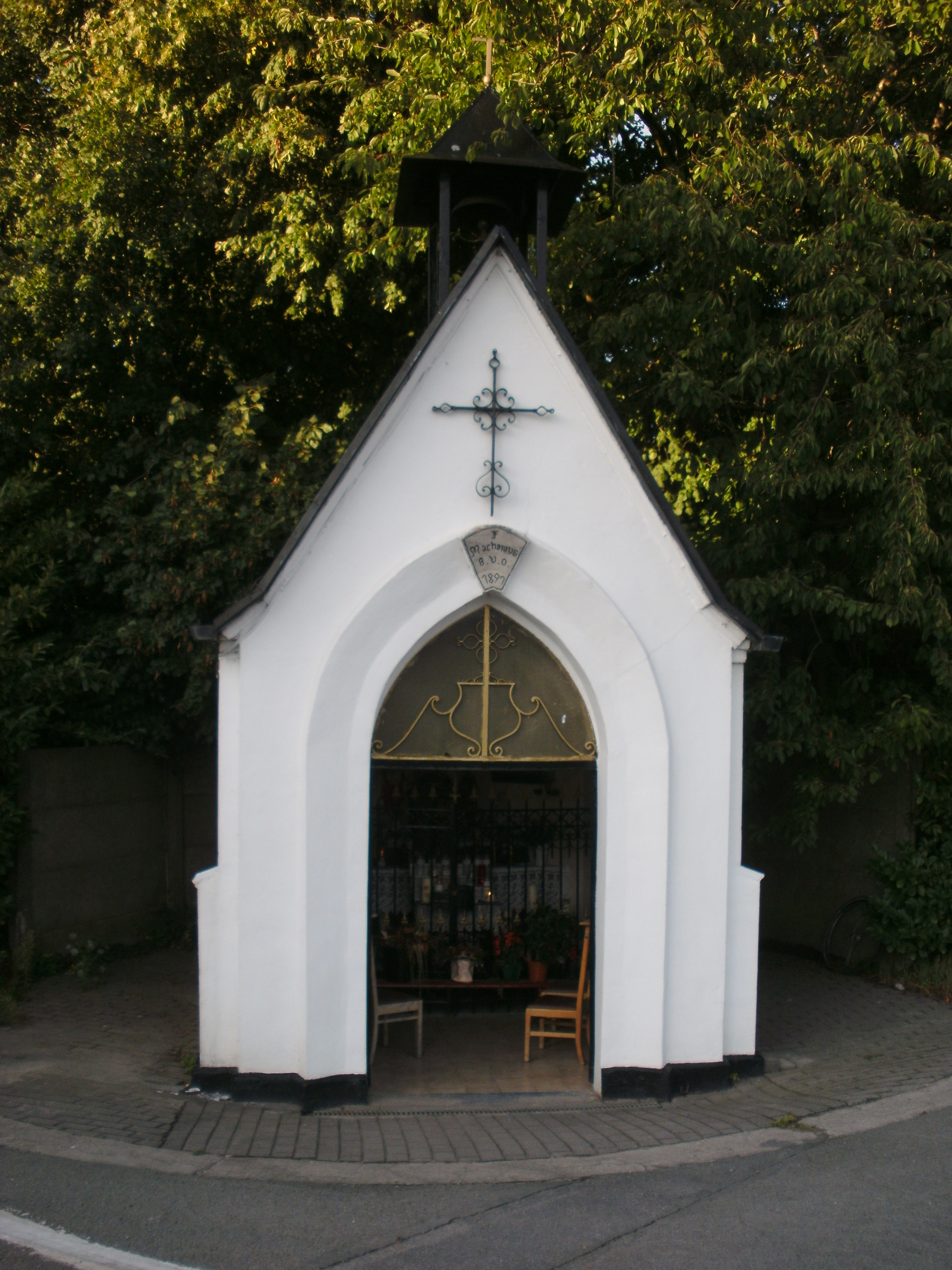
La chapelle à Papegemstraat
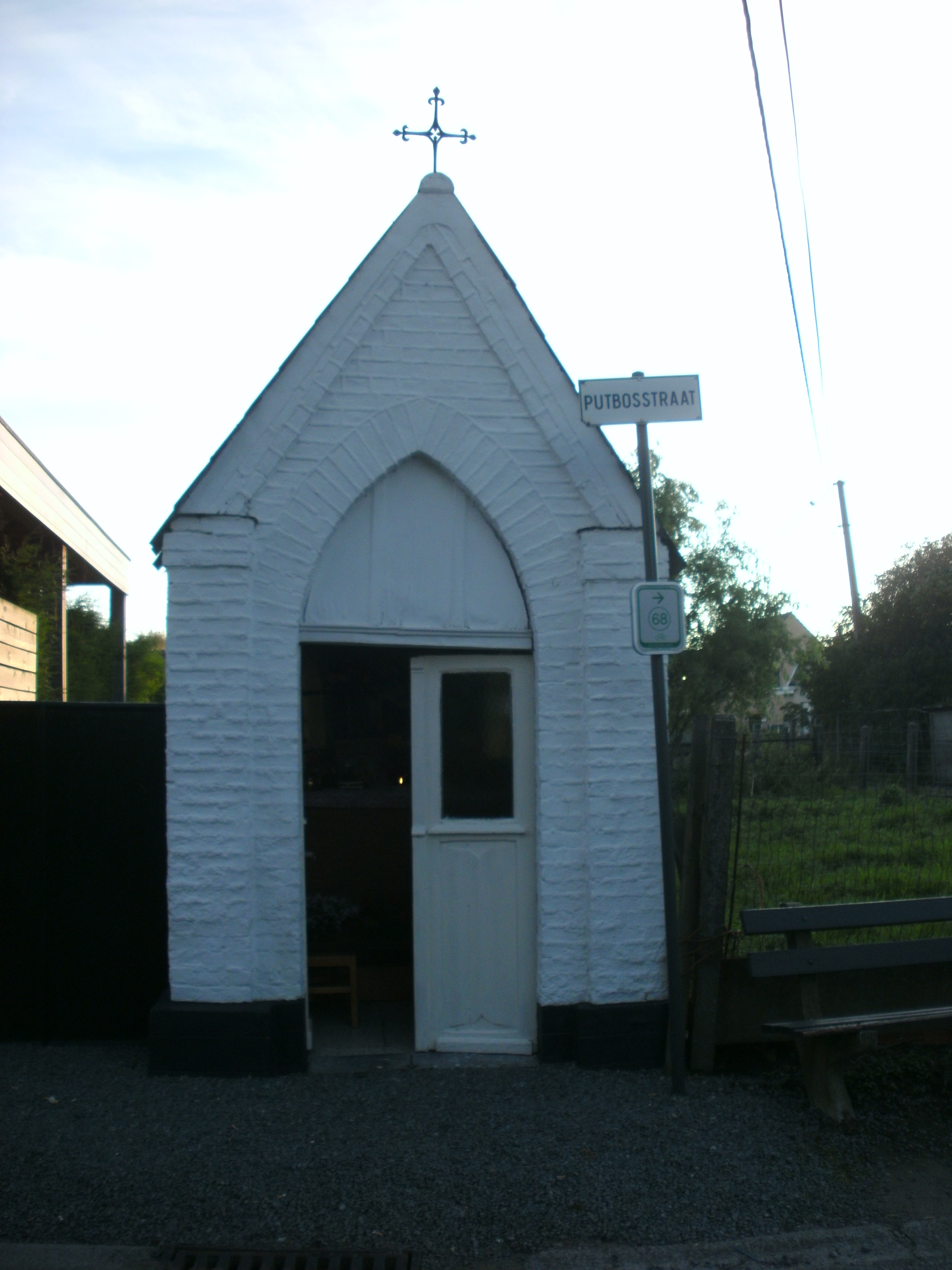
La chapelle à Putbosstraat
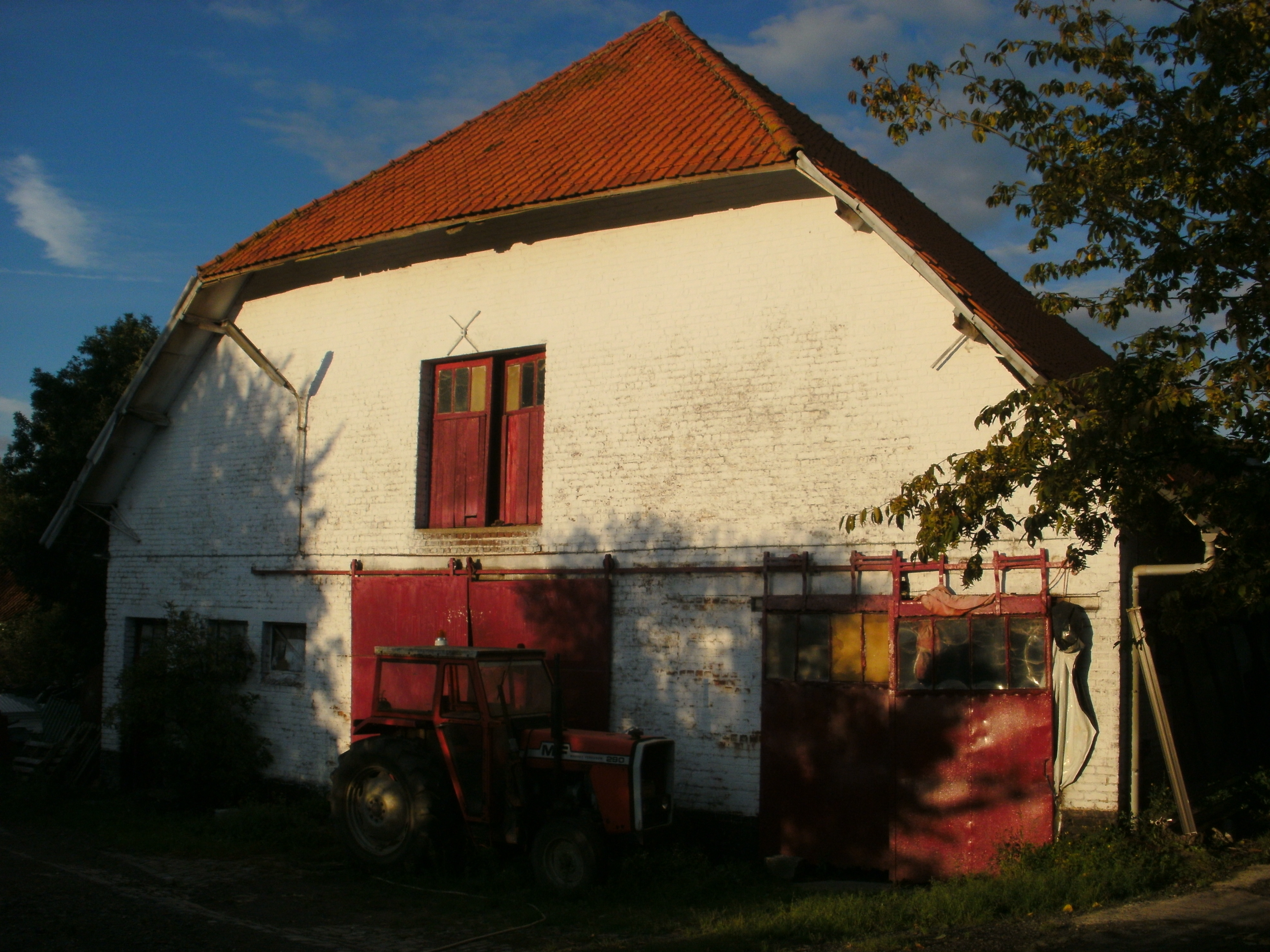
Une ferme à Papegemstraat
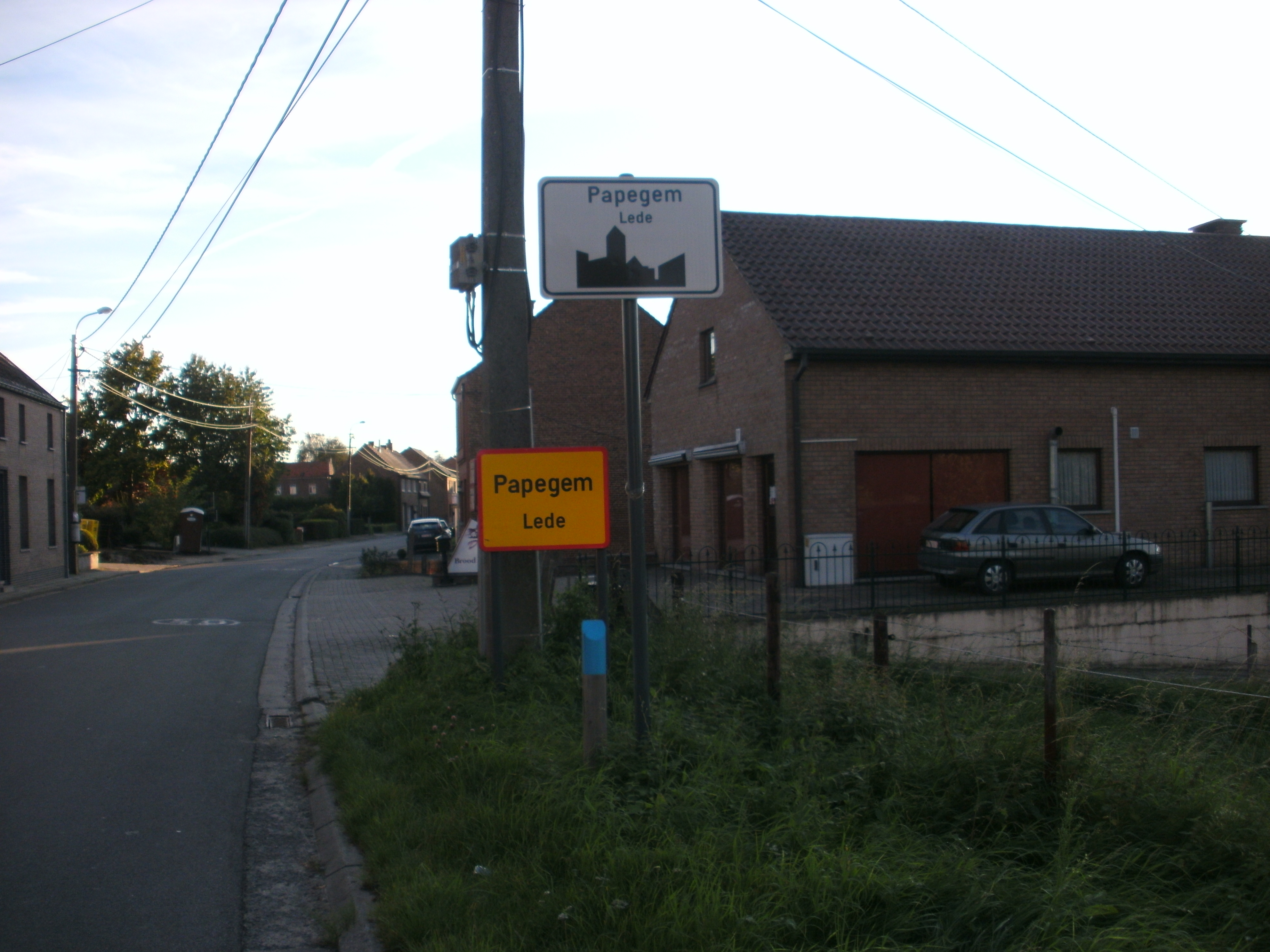
Vue sur Papegem à Papegemstraat

|                                    |                                   |
| Papegem et ses sections frontières | Localisation de Papegem dans Lede |